# Elim (Westkap)
Elim ist eine ehemalige Missionsstation in der Lokalgemeinde Cape Agulhas, im Distrikt Overberg der südafrikanischen Provinz Westkap. Elim liegt zwischen Gansbaai und Bredasdorp. Die Ortschaft hat 1412 Einwohner (Stand 2011).
Benannt ist Elim nach der Oase Elim aus dem Alten Testament (Exodus 15:27) mit zwölf Wasserquellen und 70 Palmenbäumen. Die Gründer dieser Herrnhuter Missionsstation hatten sich den Platz aufgrund der guten Wasserversorgung ausgesucht.

## Geschichte
Gegründet wurde Elim 1824 von deutschen Brüdern der Herrnhuter Brüdergemeine (englisch Moravian Church) unter der Leitung von Hans Peter Hallbeck, auf dem Gebiet der Farm Vogelstruiskraal. Dieser begann seine Missionsarbeit mit drei Familien aus Genadendal. Die Kirchenglocke ist über 240 Jahre alt und wurde bis 1914 in Herrnhut in Deutschland genutzt. Das Dorf, das wegen seiner reetgedeckten Häuser bekannt ist, ist heute Nationaldenkmal.
1963 wurde das Elim Tehuis gegründet. Es ist ein Heim für 50 Kinder und Jugendliche mit spastischer Lähmung und anderen Behinderungen. Es wird von der Evangelische Mission in Solidarität (EMS) unterstützt.

## Sehenswürdigkeiten
- Geelkop Nature Reserve
- Wassermühle von 1833, das größte Holz-Wasserrad Südafrikas
- Einziger Gedenkstein in Südafrika zur Erinnerung an die Sklavenbefreiung am Kap
- Reetgedeckte Kirche der Herrnhuter Brüdergemeine